# Been cin

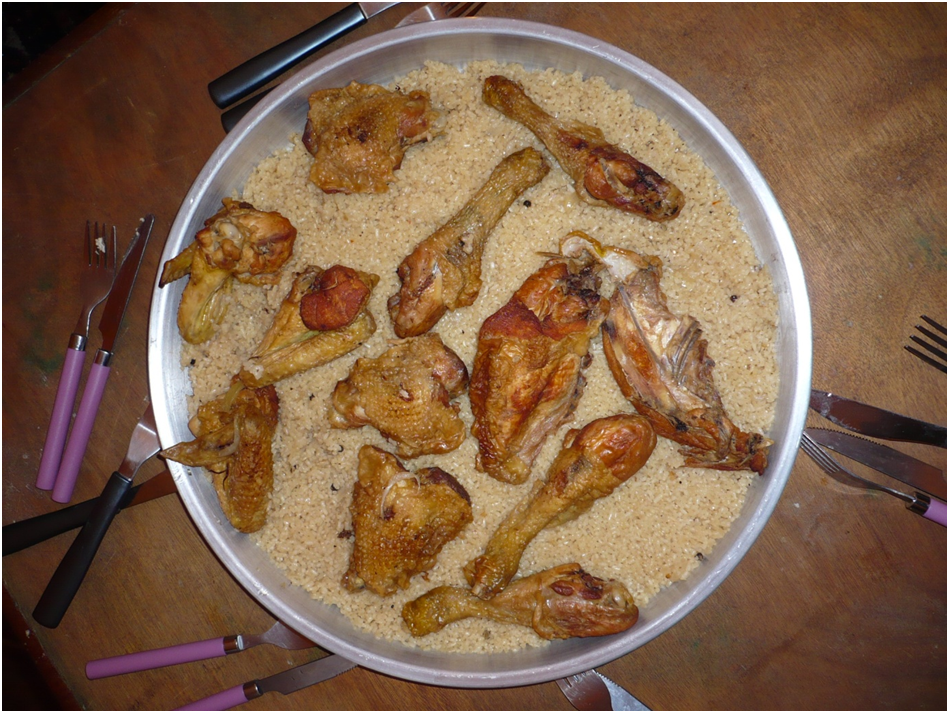
Riz au poulet sénégalais, un exemple de plat been cin

Le been cin (littéralement en wolof : « une marmite ») est un mode de préparation de mets de la cuisine sénégalaise.

## Description
Il s'agit d'un plat à base de riz, où les différents ingrédients sont ajoutés successivement. Cette méthode de cuisson distingue le been cin du ñaari cin, où la cuisson des ingrédients en sauce se fait séparément de la cuisson du riz.
Le ceebu jën, ceebu yapp, ceebu keccax, ou riz wolof est un type particulier de been cin.